# Banjar Benai
Banjar Benai is een bestuurslaag in het regentschap Kuantan Singingi van de provincie Riau, Indonesië. Banjar Benai telt 3215 inwoners (volkstelling 2010).